# Ziemia sochaczewska

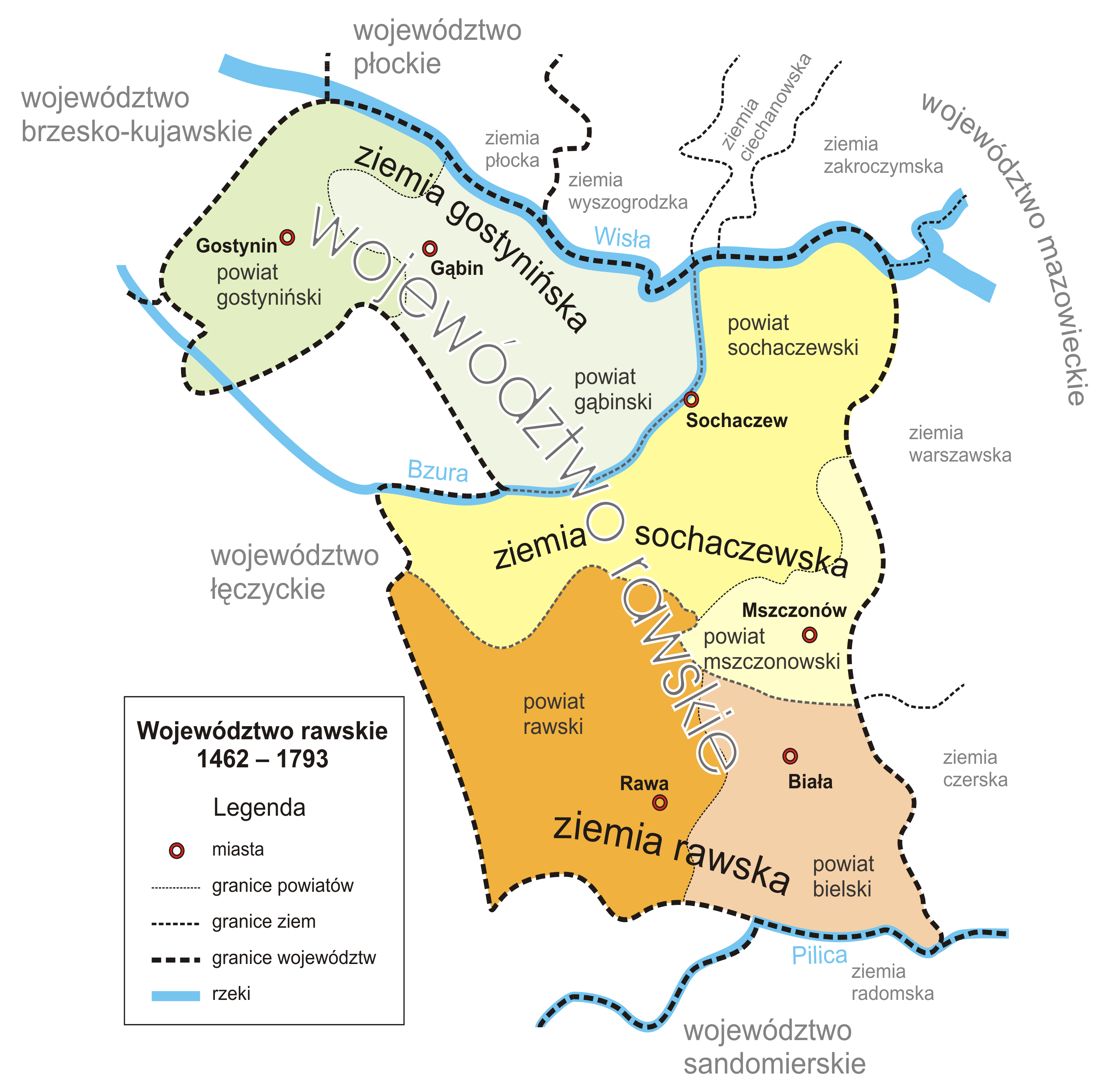
Województwo rawskie z ziemią sochaczewską

Ziemia sochaczewska – jednostka terytorialna leżąca na Mazowszu, stanowiąca w latach 1476–1793 część województwa rawskiego. Główne miasto: Sochaczew.

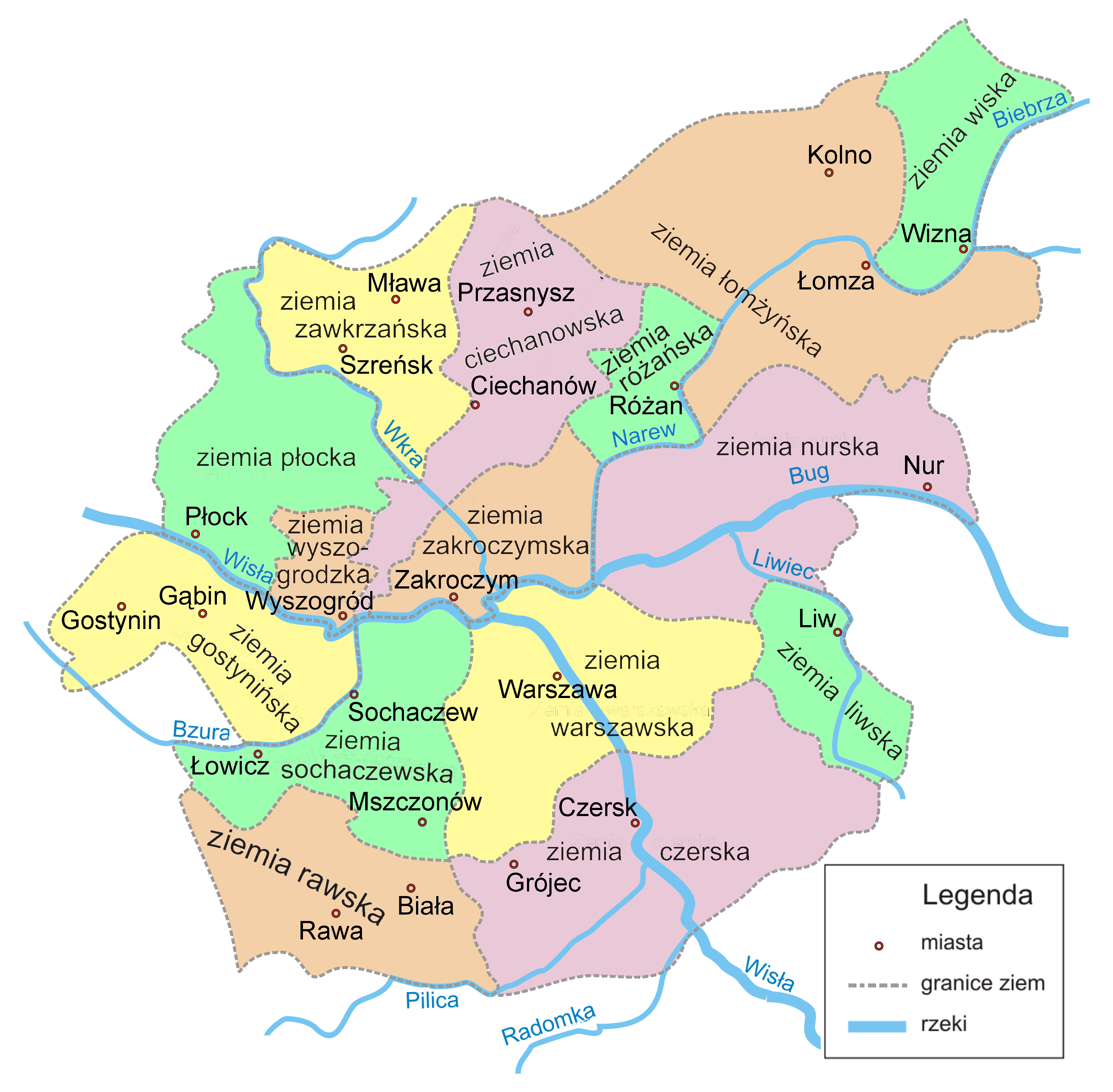
Ziemia sochaczewska i inne ziemie Mazowsza (XIII–XVIII w.)

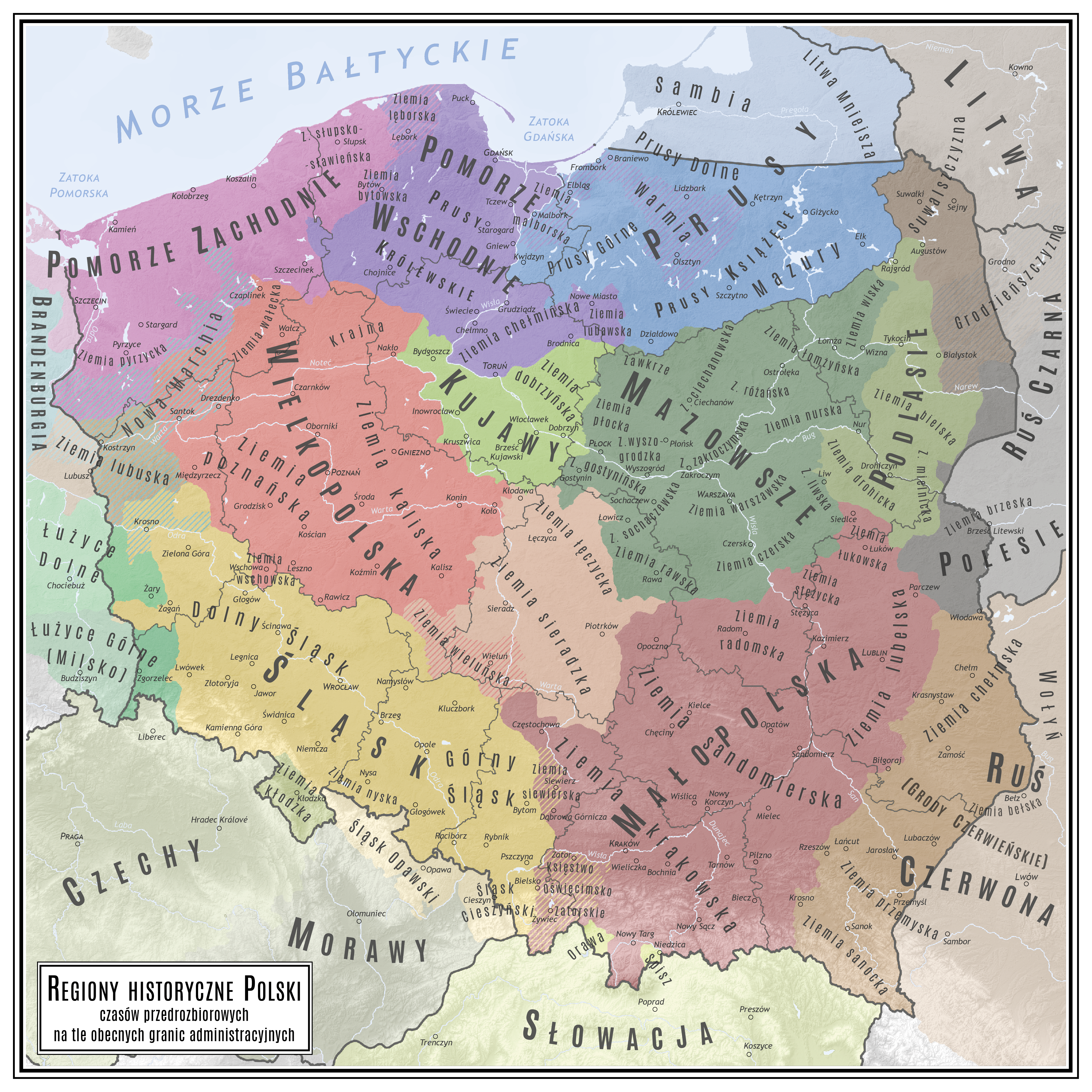
Ziemia sochaczewska, Mazowsze i inne krainy historyczne Polski na tle współczesnych granic administracyjnych

Ziemia sochaczewska dzieliła się na 2 powiaty: 
- sochaczewski
- mszczonowski.

Starostwo grodowe sochaczewskie.